# 硬膜
硬膜（こうまく、dura mater）は、脳と脊髄を覆う3層の髄膜のうち、一番外にある膜。硬膜の内にあるクモ膜とは密に接着している。ただし硬膜下隙と呼ばれる微細な隙間があり、硬膜下出血で血液がたまると肉眼で認められる程度まで広がる。硬膜は非常に厚く強靭な膜であって、脳と脊髄を周りの組織から隔て外傷や感染から守るという役割を担っている。クモ膜と軟膜をあわせて（広義の）軟膜（leptomeninx）と呼ぶのに対応し、硬膜をpachymeninxと呼ぶことがある。脳の硬膜と脊髄の硬膜を特に区別する必要があるときは、脳硬膜（のうこうまく、英語：cranial dura mater、ラテン語：dura mater encephali）、脊髄硬膜（せきずいこうまく、英語：spinal dura mater、ラテン語：dura mater spinalis）と呼び分ける。

## 脳硬膜

### 脳を包む構造
脳硬膜は頭蓋を内張りしており、頭蓋骨の骨膜と癒着している。頭蓋内の正中で、脳硬膜は大脳鎌（だいのうかま、falx cerebri）と呼ばれる板のような突出を出す。大脳鎌は左右の大脳半球を隔て、脳梁にまで至る。大脳鎌の吻側端付近は、頭蓋底内面正中、篩骨の鶏冠と呼ばれる突起から、そのすぐ上に始まる前頭稜という突起に沿って頭蓋骨に付いている。尾側で大脳鎌は左右に分かれ、小脳を包む小脳テントという構造を作る。

### 硬膜静脈洞
脳硬膜と頭蓋骨の間、また正中部で左右の脳硬膜が合わさる部分には、一部で大きな隙間がある。それらは総称して硬膜静脈洞と呼ばれ、脳を通ってきた静脈血を集めて内頸静脈に送る。硬膜静脈洞は、大脳鎌上縁の上矢状静脈洞、下縁の下矢状静脈洞、小脳の尾側で左右に走る横静脈洞、横静脈洞の続きが頚静脈孔の近くでS字型に曲がったS状静脈洞、下垂体の周りにある海綿静脈洞と海綿間静脈洞、そこから頚静脈孔に向かう上錐体静脈洞と下錐体静脈洞に大きく分けられる。なお、静脈洞（venous sinus）とは、静脈血が流れていても管らしくなく、周りの組織の隙間と言えるような場所に使われる語であって、ほかには心臓に冠静脈洞というものがある。
硬膜静脈洞の中には、脳クモ膜が脳硬膜を貫いて突出したクモ膜顆粒が出ている。クモ膜顆粒はクモ膜下腔の脳脊髄液がクモ膜を通過して静脈血に吸収される場所と考えられている。詳しくは脳脊髄液#脳脊髄液の循環を参照。

## 脊髄硬膜
脊髄硬膜は、脊椎の骨膜との間に硬膜上腔という隙間を隔てている。硬膜上腔は静脈叢を含んだ脂肪組織で満たされている。脊髄硬膜はクモ膜・軟膜とともに、脊髄神経の根を包んで脊柱管の外に出る。脊髄神経が脊髄神経節を作り前枝と後枝に分かれた先にも硬膜は続いているが、その部分は神経上膜と呼ばれる。